# Kevin Rodríguez
Kevin José Rodríguez Cortez (Ibarra, 4 maart 2000) is een Ecuadoraans voetballer die sinds 2023 uitkomt voor Union Sint-Gillis.

## Clubcarrière
Rodríguez debuteerde in 2017 zijn officiële debuut in het eerste elftal van SC Imbabura. In zijn debuutseizoen zakt hij met de club uit de Serie B. Pas na vier seizoenen in de Segunda Categoría promoveert de club weer naar het tweede niveau in Ecuador. Rodríguez vierde zijn terugkeer in de Serie B met tien competitiegoals en versierde een transfer naar Independiente del Valle. Daar was hij in zijn debuutseizoen goed voor vier competitiegoals in zestien wedstrijden. Ook in de Copa Libertadores 2023 trof hij raak: op de laatste groepsspeeldag scoorde hij het winnende doelpunt in de 3-2-zege tegen SC Corinthians Paulista, waardoor Independiente del Valle als groepswinnaar naar de knock-outfase mocht.  
Op 1 september 2023 kondigde de Belgische eersteklasser Union Sint-Gillis aan dat Rodríguez een vierjarig contract met optie op een extra jaar bij hen had ondertekend.

## Interlandcarrière
Rodríguez maakte op 12 november 2022 zijn interlanddebuut voor Ecuador: in de oefenwedstrijd tegen Irak (0-0-gelijkspel) liet bondscoach Gustavo Alfaro hem in de 63e minuut invallen voor José Cifuentes. Een paar dagen later nam Alfaro de aanvaller van SC Imbabura op in zijn selectie voor het WK 2022. Daar kwam Rodríguez tweemaal in actie: zowel in de openingswedstrijd tegen gastland Qatar als in de tweede groepwedstrijd tegen Nederland viel hij in de slotfase in.
| Interlands van Kevin Rodríguez         | Interlands van Kevin Rodríguez | Interlands van Kevin Rodríguez | Interlands van Kevin Rodríguez | Interlands van Kevin Rodríguez | Interlands van Kevin Rodríguez | Interlands van Kevin Rodríguez |
| No.                                    | Datum                          | Wedstrijd                      | Uitslag                        | Soort Wedstrijd                | Doelpunten                     |                                |
| Als speler bij SC Imbabura             | Als speler bij SC Imbabura     | Als speler bij SC Imbabura     | Als speler bij SC Imbabura     | Als speler bij SC Imbabura     | Als speler bij SC Imbabura     | Als speler bij SC Imbabura     |
| -------------------------------------- | ------------------------------ | ------------------------------ | ------------------------------ | ------------------------------ | ------------------------------ | ------------------------------ |
| 1.                                     | 12 november 2022               | Ecuador – Irak                 | 0 – 0                          | Vriendschappelijk              | -                              |                                |
| 2.                                     | 20 november 2022               | Qatar – Ecuador                | 0 – 2                          | WK 2022                        | -                              |                                |
| 3.                                     | 25 november 2022               | Nederland – Ecuador            | 1 – 1                          | WK 2022                        | -                              |                                |
| Als speler bij Independiente del Valle |                                |                                |                                |                                |                                |                                |
| 4.                                     | 24 maart 2023                  | Australië – Ecuador            | 3 – 1                          | Vriendschappelijk              | -                              |                                |
| 5.                                     | 28 maart 2023                  | Australië – Ecuador            | 1 – 2                          | Vriendschappelijk              | -                              |                                |
| Als speler bij Union Saint-Gilloise    |                                |                                |                                |                                |                                |                                |
| 6.                                     | 7 september 2023               | Argentinië – Ecuador           | 1 – 0                          | Kwalificatie WK 2026           | -                              |                                |
| 7.                                     | 12 september 2023              | Ecuador – Uruguay              | 2 – 1                          | Kwalificatie WK 2026           | -                              |                                |
| Totaal                                 | Totaal                         | Totaal                         | Totaal                         | Totaal                         | -                              |                                |

Bijgewerkt tot 25 september 2023